# OsCommerce
osCommerce – platforma do prowadzenia sklepu internetowego na licencji GNU GPL. Nazwa pochodzi od ang. Open Source Commerce.
Sklep osCommerce zbudowany jest na tradycyjnym szablonie – nagłówek, trzykolumnowe centrum i stopka, choć spotyka się sklepy oparte na osCommerce odbiegające od tego schematu. Podstawowa wersja zawiera mechanizmy prezentacji towaru, system logowania klientów, system recenzji, informowanie o produktach, newsletter, system prezentacji nowości, moduł promocji. Panel administracyjny pozwala dodawać towary, obsługiwać zamówienia, konfigurować sklep.
Oprogramowanie obsługuje wiele języków, wiele walut – potrafi przełączać się między nimi i przeliczać wartości.
Wszystkie projekty osCommerce są dostępne za darmo, można je pobrać, zainstalować i używać bez konieczności ponoszenia jakichkolwiek kosztów.
Skupiona wokół tych projektów społeczność wymienia się poglądami na listach dyskusyjnych, tworzy moduły, poprawki i nowe funkcje zwane kontrybucjami (contributions).